# Forsbacka kraftverk
Forsbacka kraftverk är det första kraftverket i Gavleån, beläget i Forsbacka vid Gavleåns utlopp ur Storsjön. Kraftverket var ursprungligen ett gaskraftverk och byggdes 1908 för Forsbacka bruks räkning. Det nuvarande kraftverket är från år 1929, vilket gör det till Gavleåns näst äldsta i drift varande kraftverk efter Tolvfors kraftverk från 1926. Forsbacka kraftverk är även det näst minsta kraftverket i Gavleån efter Strömsborgs kraftverk i Gävle.

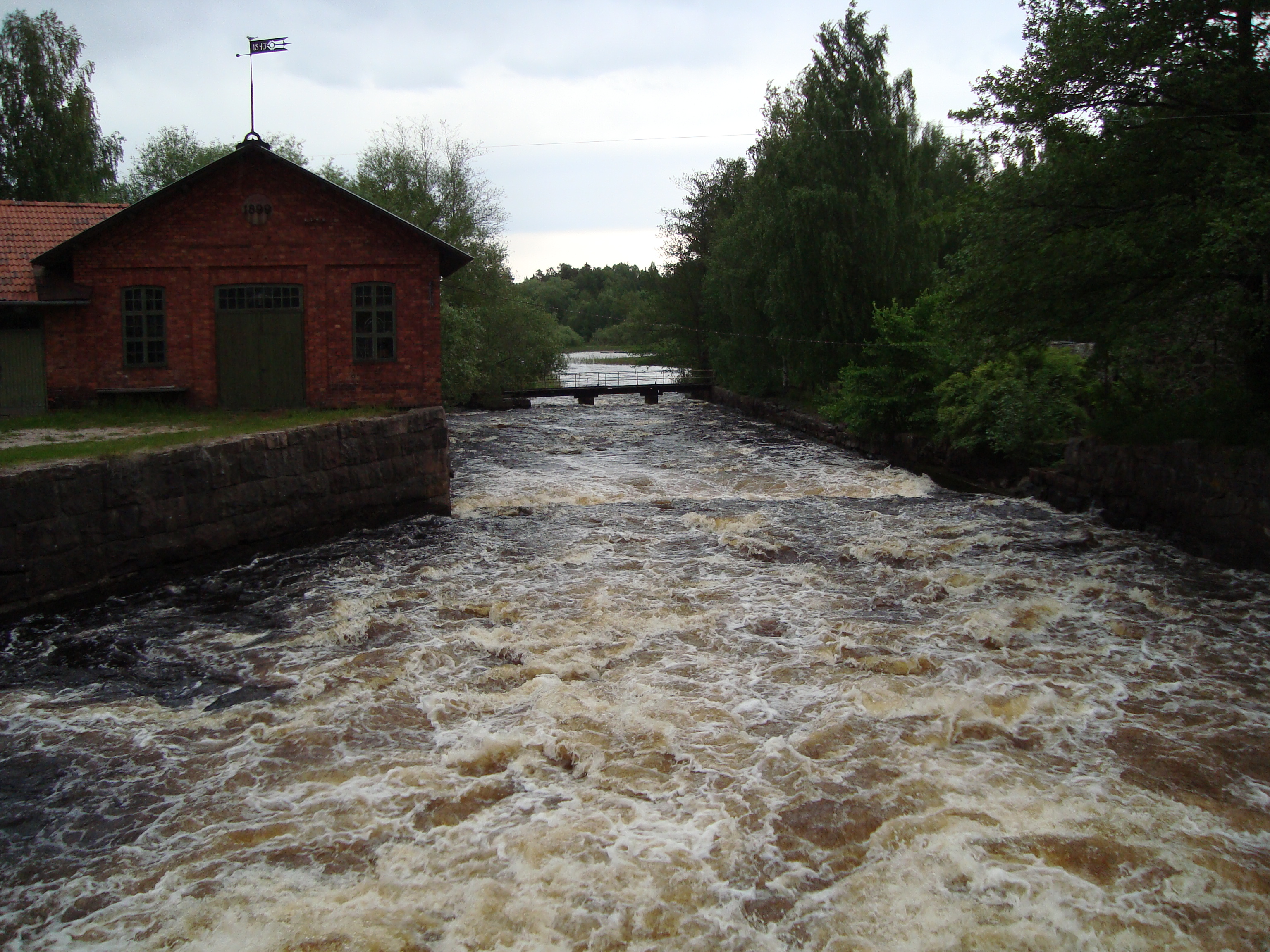
Gavleån nedströms fördämningen i Forsbacka, kraftverket till vänster.